# Asplenium sphenocookii
Asplenium sphenocookii är en svartbräkenväxtart som beskrevs av Warren Herbert Wagner. Asplenium sphenocookii ingår i släktet Asplenium och familjen Aspleniaceae. Inga underarter finns listade.